# Saaho
Pour plus de détails, voir Fiche technique et Distribution.
Saaho (साहो) est un film d'action et de thriller indien réalisé par Sujeeth, sorti en 2019.
Il met en scène Prabhas et Shraddha Kapoor dans les rôles principaux.

## Synopsis
L'histoire tourne autour d'un personnage mystérieux nommé Ashok, joué par Prabhas, qui est un agent secret chargé d'une mission dangereuse. Le film se déroule dans un contexte de crime organisé et de corruption.
Après le vol d'une somme énorme d'argent et la mort d'une importante figure criminelle, la ville est plongée dans le chaos. Ashok, sous une fausse identité, s'infiltre parmi les criminels pour résoudre le mystère du vol et pourchasser les coupables. Au fur et à mesure que l'intrigue se déroule, Ashok est confronté à des rebondissements inattendus, des trahisons et des dangers mortels.
Le film présente également une histoire d'amour entre Ashok et Amritha Nair, interprétée par Shraddha Kapoor. Leur relation se développe au milieu de l'action intense et des poursuites, ajoutant une dimension émotionnelle à l'histoire.
Saaho est connu pour ses scènes d'action spectaculaires, ses cascades impressionnantes et ses effets visuels de haute qualité. Le film mélange habilement l'action, le suspense et les éléments romantiques pour offrir une expérience cinématographique divertissante et palpitante.

## Fiche technique
- Titre : Saaho
- Titre original : साहो
- Réalisation : Sujeeth
- Scénario : Sujeeth et Anil Kumar Upadyaula (supervision)
- Musique : Badshah, Tanishk Bagchi, Ghibran et Guru Randhawa
- Photographie : Madhie et Jaikumar Sampath
- Montage : A. Sreekar Prasad
- Production : Kenny Bates, Ishvinder Maddh, V. Vamsi Krishna Reddy, Vikram Reddy, Tomas Rotnagl et Pramod Uppalapati
- Société de production : UV Creations et T-Series Films
- Société de distribution : Aanna Films (France)
- Pays :  Inde
- Genre : Action et thriller
- Durée : 170 minutes
- Dates de sortie : 
  - Sortie mondiale : 30 août 2019

## Distribution
- Prabhas : Ashok Chakravarthy / Siddhant Nandan Saaho
- Shraddha Kapoor : Amritha Nair
- Jackie Shroff : Roy
- Neil Nitin Mukesh : Jai
- Vennela Kishore : Goswami
- Murli Sharma : David
- Arun Vijay : Vishwank / Iqbal
- Prakash Belawadi : Shinde
- Evelyn Sharma : Aisha / Jennifer
- Mandira Bedi : Kalki
- Supreet : Alex
- Mahesh Manjrekar : Prince
- Tinnu Anand : Prithvi Raj

## Distinctions
Le film a reçu deux ETC Bollywood Business Awards : le prix du 100 Crore Club et le prix du plus grand succès pour une révélation masculine